# Де Схрейвер, Мауриц
Мауриц де Схрейвер (фр. Maurits De Schrijver; род. 26 июня 1951, Алст, Восточная Фландрия) — бельгийский футболист, игравший на позиции защитника.
Большую часть карьеры провёл выступая за клуб «Локерен», а также провёл 4 игры за национальную сборную Бельгии, с которой был участником чемпионата мира.

## Клубная карьера
Начал играть в футбол в клубе «Эндрахт» из родного города Алст, с которым играл в третьем дивизионе Бельгии.
В 1974 году де Шрейвер перешёл в «Локерен», цвета которого защищал двенадцать лет, проведя 295 матчей и забив семь голов в высшей лиге Бельгии. Самым удачным для игрока стал сезон 1980/81, в котором он с клубом стал вице-чемпионом (высшая позиция клуба в истории). В этом же сезоне он также сыграл в финале Кубка Бельгии, проиграв «Стандарду» (0:4).
27 февраля 1983 года в матче кубка Бельгии против «Моленбека» Схрейвер столкнулся с защитником соперников Мишелем де Вольфом и сломал себе ногу. Сложный перелом привёл к тому, что Мауриц восстанавливался более года и лишь в конце сезона 1984/85 он вернулся на поле. Тем не менее футболист не сумел выступить на прежнем уровне и в 1986 году был вынужден завершить карьеру. А де Схрейвер стал тренером и возглавлял ряд небольших бельгийских клубов.

## Выступления за сборную
27 мая 1982 года дебютировал в официальных матчах в составе национальной сборной Бельгии в товарищеской игре против Дании (0:1). А уже в следующем месяце он в составе сборной был участником чемпионата мира 1982 года в Испании, где провёл 2 игры — с Аргентиной (1:0) и с Советским Союзом (0:1).
Последний четвёртый матч за сборную Мауриц провел 15 декабря 1982 года, выйдя на замену в отборочном матче к чемпионату Европы 1984 года против Шотландии (3:2), выйдя в концовке игры.